# Hessa Air Genting
Hessa Air Genting is een bestuurslaag in het regentschap Asahan van de provincie Noord-Sumatra, Indonesië. Hessa Air Genting telt 5899 inwoners (volkstelling 2010).